# Apa ser, apa gör

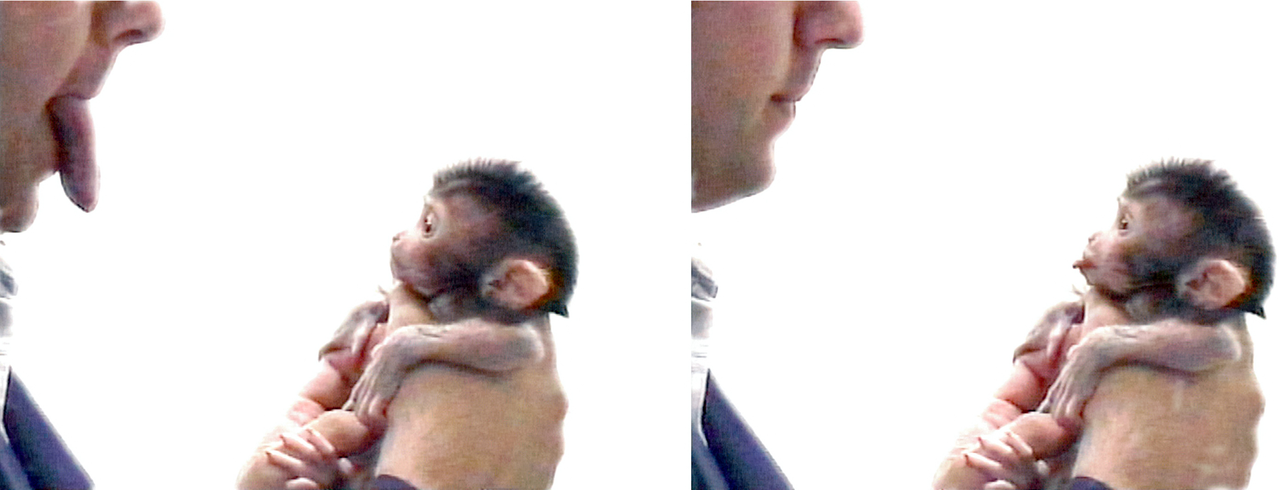
Makakbebis som imiterar ansiktsuttryck.

Apa ser, apa gör (engelska: monkey see, monkey do) är ett ordspråk i pidginstil som syftar på att lära sig en process utan att förstå varför den fungerar. En annan definition innebär handlingen att imitera, vanligtvis med begränsad kunskap eller oro för konsekvenserna.
Ordspråket kallades redan 1900 ett ”gammalt talesätt” och antogs vara ett gammalt talesätt på 1890-talet.
I populärkulturen förekommer ordspråket otals gånger. I Apornas planet från 1968, där människor och apor har ombytta roller, används en analog parodi av ordspråket: ”människa ser, människa gör” (engelska: human see, human do).